# Isolotto di Megaride
Megaride è una piccola isola di Napoli su cui sorge il Castel dell'Ovo.

## Storia

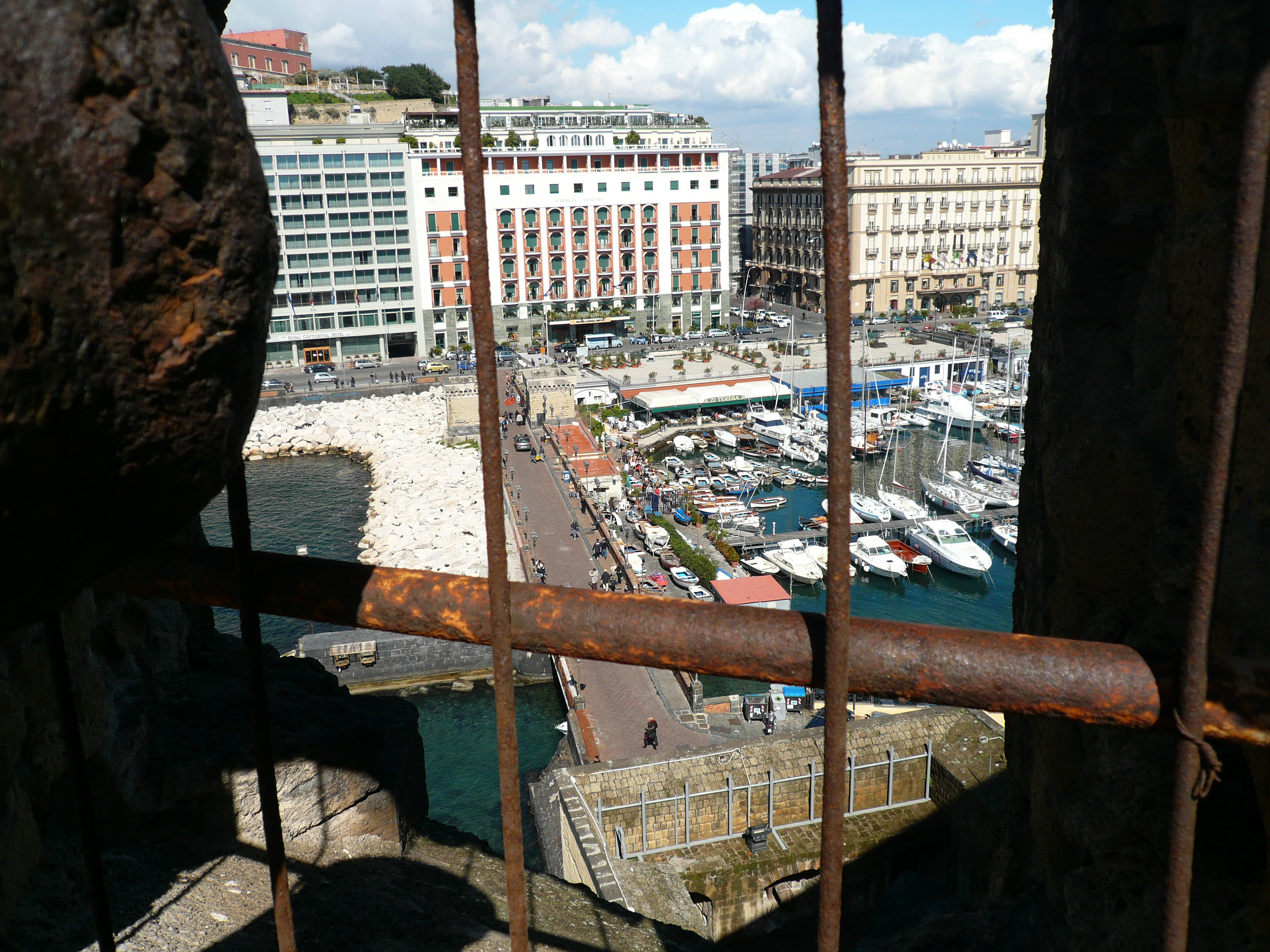
Collegamento dell’isolotto con la terraferma

Il castello è circondato ai basamenti da un caratteristico borgo di ristoranti e poche case chiamato Borgo Marinari al quale si può accedere tramite via Partenope.
I culti religiosi in epoca greca si basarono su quelli importati dai fondatori e, certamente uno dei più antichi tra essi fu il culto della sirena Partenope, già noto in Grecia orientale prima della fondazione della città.
Secondo un antico mito, già noto in Grecia orientale ancor prima della fondazione di Neapolis, il corpo della sirena Partenope fu sepolto a Megaride, essendo ella stata trasportata dal mare in quella zona, dopo essersi lasciata morire in seguito al rifiuto di Ulisse.
A Megaride fu relegato Romolo Augustolo, ultimo imperatore romano d'Occidente, dopo la deposizione nel 476 d. C.
In quest'isola naufragò secondo una tradizione Santa Patrizia di Costantinopoli nel suo viaggio dalla casa natale alla Terra Santa, ivi in una grotta diete vita ad un cenobio.